# Jack Bradbury
Jack Bradbury, född 27 december 1914, död 15 maj 2004, var en amerikansk serieskapare och animatör. Han arbetade främst för Disney.
Bradbury började arbeta hos Disney vid 20 års ålder och var med och skapade filmer som Pinocchio, Fantasia och Bambi.
År 1947 började han arbeta på Western Publishing och gjorde teckningar till Little Golden Books och andra serier för Dell Comics och Gold Key Comics.
Bradbury dog 2004 av njursvikt.